# Ragnar Sohlman
Ragnar Sohlman (Stockholm, 1870. február 26. – Solna, 1948. július 9.) svéd kémikus. 

## Élete
1887-ben beiratkozott a stockholmi Királyi Műszaki Főiskolán, ahol 1890-ben végzett vegyészmérnökként. 
1890 és 1893 között az Egyesült Államokban dolgozott.
1893 óta Alfred Nobel munkatársa.
Az 1895-es Nobel-végrendelet Sohlman-t és Rudolf Liljeqvistet említi végrehajtóként:

„Till Exekutorer af dessa mina testamentariska dispositioner förordnar jag Herr Ragnar Sohlman, bosatt vid Bofors, Vermland, och Herr Rudolf Liljequist... Som ersättning för deras omsorg och besvär tillerkänner jag Herr Ragnar Sohlman, som antagligen kommer att egna mesta tid deråt, Ett Hundra Tusen Kronor, och Herr Rudolf Liljequist Femtio Tusen Kronor.”

– Alfred Nobel

Sohlman kapott 100 000 svéd koronát is.
Társalapította a Nobel Alapítványt, 1896 és 1901 között előkészítette a Nobel-díj odaítélését.
A végrehajtói munkán kívül Sohlman 1898 és1919 között folytatta a Bofors ügyvezetõjének a munkáját.
Ezt követően kereskedelmi tanácsként és az ipari iroda vezetőjeként szolgált az 1920–1935-ös Kereskedelmi Főiskolán
1929 és 1946 között a Nobel Alapítvány felelős igazgatója volt.

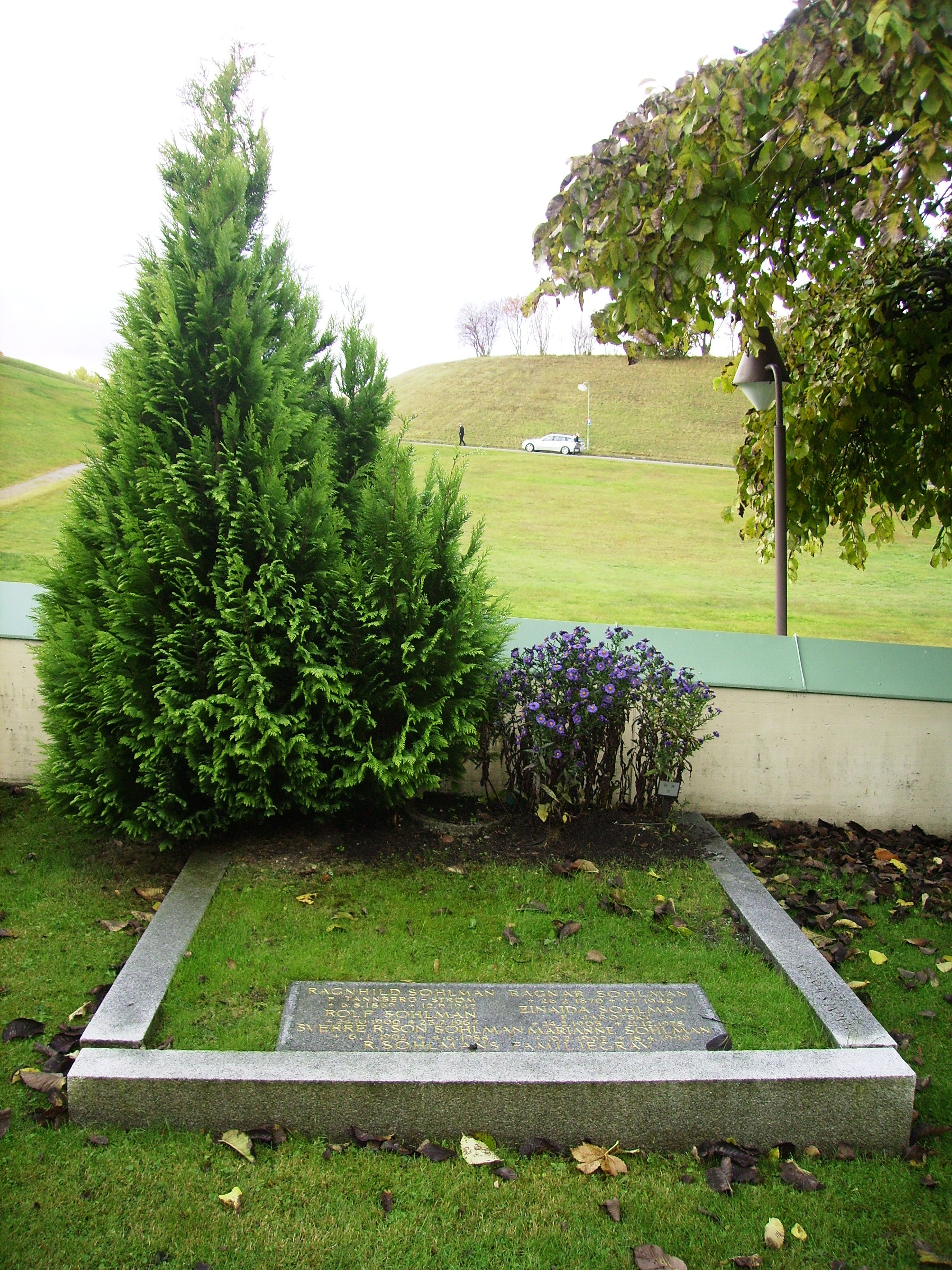
Ragnar Sohlman sírja Skogskyrkogårdenban, Stockholmban